# Círculo Austríaco

O Círculo Austríaco, em destaque, no Sacro Império Romano-Germânico no início do século XVI

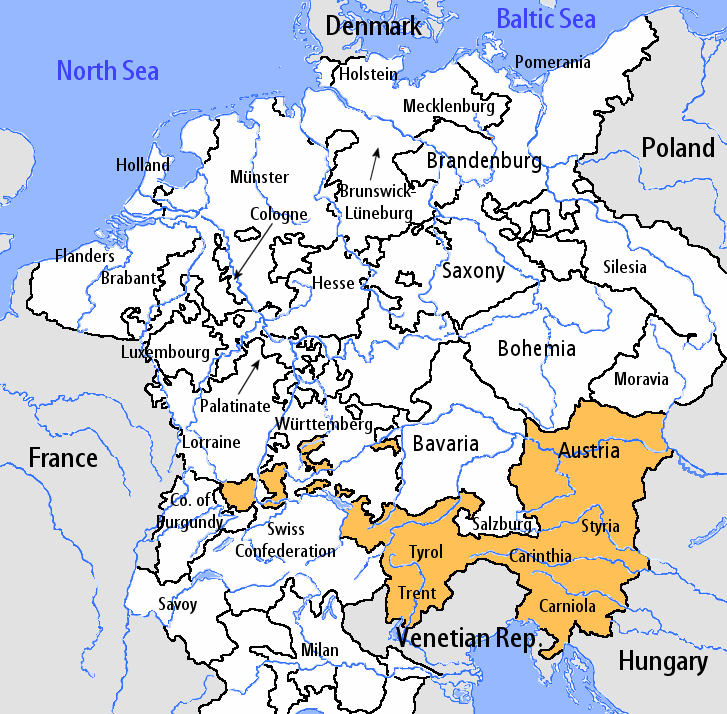
Um mapa dos círculos imperiais. O Círculo da Áustria se mostra em laranja.

O Círculo Austríaco (em alemão: Österreichischer Reichskreis) era um círculo imperial do Sacro Império Romano. Foi um dos quatro círculos imperiais criados em 1512, doze anos após o original Reichsreform  que criou os seis círculos originais.
O círculo austríaco foi em grande parte coincidente com o chamado Erblande ("Terras Hereditárias de Habsburgo") da Casa de Habsburgos e corresponde aproximadamente à atual Áustria (exceto  Salzburgo), Eslovénia e Tirol, incluindo a porção meridional do Trentino-Alto Ádige do Norte da Itália.
Em geral, o círculo não era como os outros estados que eram pessoas coletivas, em âmbito regional, porque houve apenas uma câmara do círculo da Casa de Habsburgo, mesmo sendo poderoso politicamente. No entanto, ele fornecia um quinto de todos os impostos imperiais.
O significado político dos círculos imperiais, como um todo, sempre permaneceu baixo comparado com os grandes territórios soberanos, especialmente na parte oriental do império  . 

## A aplicação
O que se aplicava especificamente para o Círculo Austríaco, e que nem mesmo reuniões de conselho se realizaram. Os representantes do círculo participavam apenas em dias de "reuniões gerais de círculo". 

## Composição

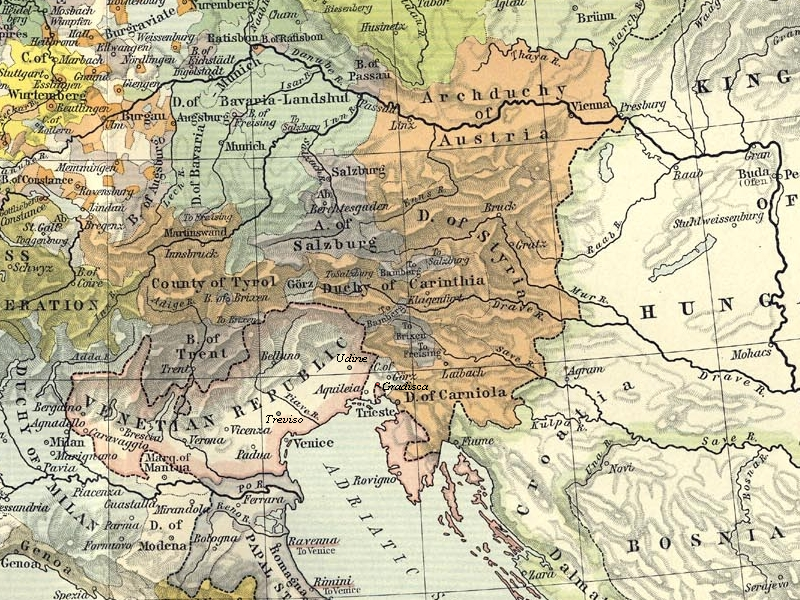
Domínios dos Habsburgos (laranja) em 1477,
por William R. Shepherd, 1911.

O círculo foi composto dos seguintes estados:
| Nome          | Tipo de entidade     | Comentários |
| ------------- | -------------------- | --- |
| An der Etsch  | Bailiado             | Estabelecido cerca de 1260, um agrupamento administrativo de terras realizada pelos Cavaleiros Teutônicos no Tirol.                                                                                             |
| Áustria       | Arquiducado          | Marca da Áustria, estabelecida em 976 pelo imperador Otão II; elevado a Ducado pelo imperador Frederico I, Barbarossa em 1156, de Habsburgo em 1278; autoconcedido o título de "Arquiducado" em 1358.           |
| Áustria       | Bailiado             | Um agrupamento administrativo de terras da Ordem Teutônica na Áustria. |
| Brixen        | Principado episcopal | Estabelecido em 1027 pelo imperador Conrado II; Principado episcopal a partir de 1179. |
| Caríntia      | Ducado               | Estabelecido em 976 pelo imperador Otto II, realizada pela Arquiduquesa da Áustria desde 1457, parte da Áustria interior de 1564–1619.                                                                          |
| Carniola      | Ducado               | Marca de Carniola, estabelecida em 1040 pelo imperador Henrique III; elevado a Ducado em 1364; realizada pelos arquiduques da Áustria desde 1457; parte da Áustria interior de 1564–1619.                       |
| Chur          | Principado episcopal | Estabelecida no século IV; Principado Episcopal de Chur desde 1170; território realizada pela Liga da Casa de Deus desde 1367                                                                                   |
| Gorizia       | Condado              | Separou-se do Patriarcado de Aquileia em cerca de 1127; domínio dos arquiduques da Áustria desde 1500; parte da Áustria interior 1564-1619; fundido com Gorízia e Gradisca em 1747.                             |
| Ístria        | Marca                | Fundada em 1040 pelo imperador Henrique III; grande parte foi para Veneza em 1291, permanecendo o território em torno de Pazin (Mitterburg) de Gorízia; sob a autoridade dos Arquiduques da Áustria desde 1374. |
| Estíria       | Ducado               | Marca de Estíria estabelecida em cerca de 970 pelo imperador Otão I; renomeado para ducado em 1180; sob os Duques da Áustria desde 1192; parte da Áustria interior de 1564-1619                                 |
| Áustria Suaba | Landgraviato         | Os restantes dos territórios da casa de Habsburgo na Suábia desde 1386, incluindo Breisgau, Burgau, Sundgau (até 1648) e partes de Vorarlberg; para o Arquiducado da Áustria.                                   |
| Tarasp        | senhorio             | Para os arquiduques da Áustria a partir de 1464. |
| Trento        | Principado episcopal | Estabelecido em 1027 pelo imperador Conrado II. |
| Trieste       | Cidade               | Sob os arquiduques da Áustria a partir de 1382. |
| Tirol         | Condado              | Estabelecido em 1140; para os arquiduques da Áustria desde 1363; elevado à "Principesco concelho" em 1504; para a Áustria (1564-1665).                                                                          |